# هزینه واضح
هزینه واضح (انگلیسی: Explicit cost) یا هزینه آشکار در مؤسسات تولیدی به کلیه هزینه‌هایی اطلاق می‌گردد، که در راستای تداوم کسب‌وکار، به‌صورت مستقیم بابت آنها پول یا منابعی پرداخت می‌شود، مانند دستمزد نیروی کار، هزینه مواد اولیه و اجاره. هزینه‌های تولیدی واضح شامل هزینه‌هایی هستند که اغلب بعنوان مخارج جاری یک شرکت تولیدی به‌شمار می‌آیند و کلیه پرداخت‌های مؤسسه تولیدی که بابت منابع تولیدی خریداری شده یا به‌کار رفته، همچنین کلیه پرداخت‌ها بابت هزینه‌های متغیر، پرداخت‌های مختلف بابت حساب‌های ذخیره و استهلاک همگی جزء هزینه‌های آشکار می‌باشند.
تمایز بین هزینه‌های ضمنی و آشکار، یک تفاوت کلیدی در چگونگی آنالیز یک فعالیت توسط یک اقتصاددان و یک حسابدار را آشکار می‌سازد. اقتصاددانان علاقه‌مند به مطالعهٔ این موضوع هستند که بنگاه‌ها، چگونه تولید کرده و چگونه در مورد تعیین قیمت محصول خود تصمیم‌گیری می‌کنند. از نگاه اقتصادی این تصمیم‌گیری‌ها بر پایه محاسبه هزینه‌های واضح و ضمنی انجام می‌گیرد، در نتیجه اقتصاددانان به هنگام اندازه‌گیری هزینه‌های یک بنگاه، هر دو نوعِ این هزینه‌ها را در نظر می‌گیرند. در نقطه مقابل، حسابداران وظیفة کنترل جریان ورود و خروج پول نقد به بنگاه‌ها را بر عهده دارند و در نتیجه آنها فقط هزینه‌های واضح را در نظر می‌گیرند.